# 川原村 (長崎県)
川原村（かわはらむら）は、長崎県南部の長崎半島にあった村。西彼杵郡に属した。1955年（昭和30年）に隣接する為石村及び蚊焼村と合併し、三和町となった。
現在の長崎市三和地区の南部にあたる。

## 地理
野母半島（長崎半島）の北東部に位置し、南岸を天草灘に接する。
- 山：秋葉山、二ノ岳、熊ノ岳
- 河川：宮崎川
- 湖沼：川原大池

## 沿革
当地は「河原」とも表記され、「かわら」とも読まれる。かつてかわらけの生産地であった事が地名の由来とされる。
川原村は江戸時代末期まで高来郡に属していたが、幕末から明治初期にかけて周辺各村との統合や分割が行われる過程で彼杵郡に属する事となった。
- 1889年（明治22年）4月1日 - 町村制施行により、西彼杵郡川原村が単独村制にて発足。
- 1955年（昭和30年）2月11日 - 為石村、蚊焼村と合併し町制施行。三和町が発足し、川原村は自治体として消滅。

## 地名
郷または名を行政区域とする。川原村は1889年の町村制施行時に単独で自治体として発足したため、大字は無し。
- 本郷[3]
- 宮崎名[4]